# Contea di Boone (Kentucky)
La contea di Boone (in inglese Boone County) è una contea dello Stato del Kentucky, negli Stati Uniti. La popolazione al censimento del 2000 era di 85 991 abitanti. Il capoluogo di contea è Burlington e la città più popolosa è Florence.